# レオネス・デル・カラカス
レオネス・デル・カラカス（Leones del Caracas）は、ベネズエラのリーガ・ベネソラーナ・デ・ベイスボル・プロフェシオナルに加盟しているプロ野球チーム。本拠地は、首都のカラカスである。

## 歴史
1942年に、マルティン・トバーランゲによって創設された。
1952年に、オーナーが変更した。それにともなってチーム名を現在の「レオネス・デル・カラカス」に改名した。この年、優勝を果たした。
1953年に、2年連続2回目の優勝を果たした。
1957年に、5年振り3回目の優勝を果たした。
1962年に、5年振り4回目の優勝を果たした。
1964年に、2年振り5回目の優勝を果たした。
1967年に、3年振り6回目の優勝を果たした。
1968年に、2年連続7回目の優勝を果たした。
1973年に、5年振り8回目の優勝を果たした。
1978年に、5年振り9回目の優勝を果たした。
1980年に、2年振り10回目の優勝を果たした。
1981年に、2年連続11回目の優勝を果たした。
1982年に、2年連続12回目の優勝を果たした。また、カリビアンシリーズで優勝した。
1987年に、5年振り13回目の優勝を果たした。
1988年に、2年連続14回目の優勝を果たした。
1990年に、2年振り15回目の優勝を果たした。
1995年に、5年振り16回目の優勝を果たした。
2006年に、11年振り17回目の優勝を果たした。25年振りにカリビアンシリーズで優勝している。
2010年に、4年振り18回目の優勝を果たした。

## エピソード
- 創業以来、ベネズエラの選手のみで、外国人がいないことを特徴としたが、1950年にその方針を変更した。
- 最大のライバルはナベガンテス・デル・マガリャーネスである。
- 日本では、野茂英雄のいた球団、およびアレックス・カブレラの息子である捕手ラモン・カブレラの所属する球団として知られる。2014年からは渡辺俊介が所属している。

## 所属選手
| 投手 - 64 エドガー・アルフォンソ (Edgar Alfonzo) - -- アドベルト・アルソレイ (Adbert Alzolay) - 22 ホセ・アスカニオ (Jose Ascanio) - 78 ジェフリー・ボシャーズ (Jeffrey Boshers) - 59 アンヘル・カレーロ (Angel Calero) - 74 ヨイメル・カマチョ (Yoimer Camacho) - -- フランシスコ・カリージョ (Francisco Carrillo) - 36 アンソニー・カストロ (Anthony Castro) - 80 マヌエル・コーパス (Manuel Corpas) - 28 ダーウィン・クビアン (Darwin Cubillan) - 77 チアゴ・ダ・シルバ (Tiago da Silva) - 51 ビクター・ガラテ (Victor Garate) - 61 ジャレット・グルーベ (Jarrett Grube) - 63 ビクター・ラレス (Victor Larez) - 57 ケルビン・マルテ (Kelvin Marte) - 69 ヨアンネル・ネグリン (Yoanner Negrin) - 29 カイラー・ニューバイ (Kyler Newby) - 34 ロイヘル・パドロン (Loiger Padron) - 36 ウィルセン・パラシオス (Wilsen Palacios) - 65 ヘスス・ピレラ (Jesus Pirela) - 37 ヘンリー・ロドリゲス (Henry Rodriguez) - -- リカルド・ロドリゲス (Ricardo Rodriguez) - 48 ビクター・サンチェス (Victor Sanchez) - 73 ルイス・サンス (Luis Sanz) - 55 ミゲル・ソコロビッチ (Miguel Socolovich) - 71 アルベルト・スアレス (Albert Suarez) - 66 ジョナサン・ペラルタ (Jhonathan Torres) - 76 ホセ・トーレス (Jose Torres) - 39 ロナルド・オビエド (Ronald Uviedo) - 44 ルイス・ビラルバ (Luis Villalba) - -- 渡辺俊介 (Shunsuke Watanabe) - 81 ブーン・ホワイティング (Boone Whiting) | 捕手 - 38 ラモン・カブレラ (Ramon Cabrera) - 62 アルベルト・コルデロ (Albert Cordero) - -- ガブリエル・コルニエ (Gabriel Cornier) - 58 カルロス・ペレス (Carlos Perez) - 47 アレハンドロ・セゴビア (Alejandro Segovia) - 45 ヘスス・スクレ (Jesus Sucre) - 30 ヨービット・トレアルバ (Yorvit Torrealba) 内野手 - 75 ヘスス・アギラー (Jesus Aguilar) - -- ハロルド・カストロ (Harold Castro) - 3 エドウィン・ガルシア (Edwin Garcia) - 16 アレクサンダー・ゴンザレス (Alexander Gonzalez) - 5 ヘクター・ゲバラ (Hector Guevara) - 15 ヘスス・グスマン (Jesus Guzman) - 40 ロベルト・ロペス (Roberto Lopez) - 32 ダニエル・マヨラ (Daniel Mayora) - 10 ヨクシアン・メディナ (Yhoxian Medina) - 31 グレゴリオ・ペティット (Gregorio Petit) - 9 ヘンリー・ロドリゲス (Henry Rodriguez) - 14 ルイス・ロドリゲズ (Luis Rodriguez) - 72 クレウルイス・ロンドン (Cleuluis Rondon) - 35 エウヘニオ・スアレス (Eugenio Suarez) - 57 ジョシュ・ホワイトセル (Josh Whitesell) 外野手 - 53 ボビー・アブレイユ (Bobby Abreu) - 33 ロナルド・バミューデス (Ronald Bermudez) - 80 ディエゴ・セデーニョ (Diego Cedeno) - 52 アハロン・エグルストン (Aharon Eggleston) - 3 ブレイク・ガイレン (Blake Gailen) - 21 フランクリン・グティエレス (Franklin Gutierrez) - 5 ジェローム・ホーズ (Jerome Hoes) - 18 フェリックス・ペレス (Felix Perez) - 3 トミー・ファム (Tommy Pham) - 7 ジョナサン・キニョネス (Jonathan Quinonez) - 5 トレイボン・ロビンソン (Trayvon Robinson) - 7 ダンリー・バスケス (Danry Vasquez) |
| 2014年12月27日更新 [公式サイト(スペイン語)より：ロースター ] | |